# 村田澄夫
村田 澄夫（むらた すみお）は、日本のフィギュアスケート選手（ペアスケーティング）。パートナーは萩原恭子。明治大学卒業。
1975年から1977年まで全日本フィギュアスケート選手権3連覇。1976年ネーベルホルン杯3位。1977年世界フィギュアスケート選手権日本代表。

## 経歴
1974年、萩原恭子とのカップルで全日本ジュニア選手権で優勝。
1975年から1977年まで全日本選手権で3年連続優勝した。1976年に出場したネーベルホルン杯では3位に入り、同大会のペアスケーティングでは日本人として初めて表彰台に立った。1977年に東京で開催された世界選手権に出場し13位となった。

## 主な戦績
| 大会/年          | 1974-75 | 1975-76 | 1976-77 | 1977-78 |
| ---------------- | ------- | ------- | ------- | ------- |
| 世界選手権       |         |         | 13      | 15      |
| 全日本選手権     |         | 1       | 1       | 1       |
| 全日本Jr.選手権  | 1       |         |         |         |
| ネーベルホルン杯 |         |         | 3       |         |